# Sukhjeet Singh
Sukhjeet Singh (Jalandhar, 5 de dezembro de 1996) é um jogador de hóquei sobre a grama indiano.

## Carreira
Ele nasceu na vila de Jawandpur, no distrito de Taran Taran. Após a seleção de seu pai na polícia de Punjab, a família se estabeleceu em Jalandhar. Seu pai, Ajit Singh, também era jogador de hóquei em campo. Ele foi admitido na academia de hóquei estadual em Mohali quando tinha oito anos. Sukhjeet começou a jogar hóquei aos seis anos.
Após breves passagens pelo Indian Oil, Sindh Bank e Punjab Police, ele foi selecionado para a equipe do Punjab National Bank em 2017. Em 2018, ele foi selecionado para a seleção nacional, mas sofreu uma lesão nas costas que o impediu de participar.
Ele fez sua estreia pela equipe indiana na Liga Pro Masculina FIH de 2022–23 na partida da Índia contra a Espanha. Ele marcou seis gols no torneio. Ele jogou pela Índia na Copa do Mundo de 2023, marcando três gols no torneio. Ele também jogou nos Jogos Asiáticos de 2022, onde a Índia conquistou a medalha de ouro. Ele foi selecionado para o time indiano na Liga Profissional Masculina FIH de 2023–24.
Nos Jogos Olímpicos de Verão de 2024, em Paris, conquistou a medalha de bronze no torneio masculino do hóquei sobre a grama, após vencer confronto contra a equipe espanhola por 2–1.